# Лангам (Саскачеван)
Лангам (енгл. Langham) је урбано насеље са административним статусом варошице у централном делу канадске провинције Саскачеван. Налази се на трансканадском аутопуту 16 на око 30 км североисточно од највећег града у провинцији Саскатуна. Најближа насеља су варошице Далмени (15 км источно), Ворман и Ослер (око 30 км источније) и град Мартенсвил (25 км југоисточно).
На око 4 км северно и западно од вароши протиче река Северни Саскачеван.

## Историја
Насељавање менонитских породица у ово подручје започело је почетком прошлог века. До интензивнијег развоја насеља дошло је након градња железнице која је повезивала Саскатун са Едмонтоном на западу, а која је пролазила кроз ово насеље (1904/05). Године 1905. Лангам је добио своју пошту, и већ наредне године је административно уређен као село, а од 1907. и као варошица. 
Током 20их година прошлог века број становника је прелазио 400, али је након тога дошло до пада, тако да се према резултатима пописа из 1951. број становника смањио на свега 305 житеља.

## Демографија
Према резултатима пописа становништва из 2011. у варошици је живело 1.290 становника у укупно 510 домаћинстава, што је за 15,2% више у односу на 1.120 житеља колико је регистровано 
приликом пописа 2006. године.
| 2001. | 2006. | 2011. | 2016. |
| ----- | ----- | ----- | ----- |
| 1.145 | 1.120 | 1.290 | 1,496 |